# Скароне, Карлос
Ка́рлос Скаро́не (исп. Carlos Scarone; 11 ноября 1888, Монтевидео — 12 мая 1965, Монтевидео) — уругвайский футболист, нападающий, старший брат Эктора Скароне.

## Карьера
Карлос Скароне начал свою карьеру в молодёжном составе клуба «Насьональ», откуда он пришёл в клуб «Ривер Плейт» из родного города Монтевидео, в нём он выступал два года.
В 1909 году он перешёл в стан лидера уругвайского футбола тех лет ЦУЖДКК, принадлежащий британской железнодорожной компании, в 1913 году железнодорожная компания отказалась от содержания команды, но та не была расформирована, а поменяла название на «Пеньяроль», вместе с тем, небольшая часть игроков решила не продолжать карьеру в преобразованном клубе и ушла, одним из этих игроков был Карлос Скароне, который уехал в Аргентину, чтобы выступать за «Боку Хуниорс», в которой провёл меньше года и вернулся в Уругвай.
В 1914 году Скароне стал игроком родного «Насьоналя». Скароне выступал за «трёхцветных» на протяжении 13 лет, девять из которых он был капитаном команды, выиграв восемь чемпионатов Уругвая и проведя в общей сложности 227 матчей и забив в них 152 гола.
В сборной Уругвая Скароне дебютировал 15 августа 1909 года в матче со сборной Аргентины в Кубке Липтона, в котором уругвайцы проиграли 1:2. Участвовал Скароне и в чемпионате Южной Америки в 1917 году, в котором уругвайцы были сильнее всех, выиграв три матча из трёх, а сам Скароне забил три мяча, став вторым, после партнёра по команде Анхеля Романо, бомбардиром турнира. В следующем южноамериканском первенстве, которое прошло через два года после уругвайского триумфа, сборная довольствовалась вторым местом, вслед за хозяевами — бразильцами, а Скароне вновь стал вторым снайпером турнира, вновь забив в трёх матчах три мяча. На чемпионате Южной Америки 1920, в котором Уругвай вновь стал лучшей командой Южной Америки, Скароне был в заявке на турнир, но ни одного матча так и не провёл. Всего за сборную Уругвая Скароне сыграл 25 раз и забил 18 мячей.
После окончания карьеры Скароне стал спортивным директором «Насьоналя», а затем и первым профессиональным тренером клуба, с признанием в Уругвае профессии футболиста законной в 1932 году.

## Достижения
- Чемпион Уругвая (9): 1908, 1915, 1916, 1917, 1919, 1920, 1922, 1923 (АУФ), 1924 (АУФ)
- Чемпион Южной Америки: 1917, 1920